# Francisco Carmona Herrera
Francisco Carmona Herrera (Jódar, provincia de Jaén, 1959) es un ginecólogo español, jefe de Ginecología del Hospital Clínico de Barcelona de 2006 y hasta marzo de 2024 y especializado en el diagnóstico y tratamiento de la endometriosis. Es cofundador, junto a Santiago Dexeus Trias de Bes. y Damián Dexeus de la Clínica Ginecológica Women's de Barcelona.

## Carrera
Es fundador y codirector de la Escuela Internacional de Endoscopia Ginecológica (Barcelona). Carmona es miembro del consejo editorial de revistas como Ginecology and Obstetrics, Journal of Endometriosis and Pelvic Pain Disorders o Medicina Clínica.[cita requerida] También es miembro del Institut d’Investigacions Biomèdiques August Pi i Sunyer e investigador del Grup de Recerca Consolidat "Endocrinología Ginecológica y Reproducción Humana".
Forma parte de American Association of Gynecologic Laparoscopists, miembro del comité científico de la European Endometriosis League, Ambassador de la World Endometriosis Society, miembro de Society of Endometriosis and Uterine Disorders, e International Society for Ginecologic Endoscopy.

## Endometriosis
Reconocido internacionalmente como uno de los mayores especialistas en endometriosis y adenomiosis del mundo, fue uno de los diez miembros del Comité Institucional implicado en la redacción de la Guía de atención a las mujeres con endometriosis en el Sistema Nacional de Salud (SNS), de 2013. Intervino en un estudio de la Universidad de Barcelona y científicos del CSIC sobre la relación de las dioxinas con la endometriosis. Acudió al Senado para informar sobre la situación de la endometriosis en España y ha sido también entrevistado en la 2 de Televisión Española.

## Obras
- Guía Práctica de Salud Femenina (ISBN 978-84-9187-477-5) Barcelona, 2019.

## Publicaciones
Ha participado en obras colectivas como:
- Carmona Herrera, Francisco (2010). Endocrinología ginecológica y reproducción humana y patología ginecológica benigna : Cursos Clínic de Formación Continuada en Obstetricia y Ginecología, celebrados en Cardona (Barcelona), del 28 de febrero al 5 de marzo de 2010. Juan Balasch (1ª edición). Madrid: Ediciones Ergon S.A. ISBN 9788484738275.
- Carmona Herrera, Francisco (2013). «4». Endometriosis: A Multidisciplinary Approach (en inglés). Juan Balasch et al. New York: Nova Science Publishers Inc. pp. 49-60. ISBN 9781626186118.
- Carmona Herrera, Francisco (2015). «23». Actualización en Obstetricia y Ginecología. Juan Balasch et al. Barcelona: Ediciones Ergon S.A. pp. 181-184. ISBN 9788415950127.